# Erebia caeca
Erebia caeca är en fjärilsart som beskrevs av Hans Rebel 1910. Erebia caeca ingår i släktet Erebia och familjen praktfjärilar. Inga underarter finns listade i Catalogue of Life.